# Montorsí
Montorsí és una masia del municipi d'Avià inclosa en l'Inventari del Patrimoni Arquitectònic de Catalunya.

## Descripció
Masia orientada cap al migdia en un estat de conservació força dolent. Està estructurada en diversos cossos, fruit de diverses campanyes constructives. El principal està estructurat en planta baixa i dos pisos superiors. El parament és a base de carreus de pedra ben escairats i maó, posteriorment arrebossat. L'entrada principal té per llinda una biga de fusta on hi ha gravada la data de 1816. Les obertures són allindanades, d'estructura rectangular. L'última planta té un assecador al costat esquerre i un balcó de fusta a l'altre. La coberta és a a dues aigües amb embigat de fusta i teula àrab.
Pel que fa a les construccions annexes, a la zona davantera en trobem algunes d'adossades de petites dimensions i una sola planta. Estan fetes d'obra vista o fusta, cobertes a una aigua amb teula àrab.

## Història
A la llinda de fusta de la porta d'entrada hi ha la data de 1816. Sembla ser, però, que la casa fou feta en diverses campanyes constructives i la primera seria anterior, possiblement en algun moment del s. XVIII.